# Тазинское сельское поселение
Тазинское се́льское поселе́ние — упразднённое муниципальное образование в Большеберезниковском районе Мордовии Российской Федерации.
Административный центр — село Тазино.

## История
Статус и границы сельского поселения установлены Законом Республики Мордовия от 1 декабря 2004 года № 95-З «Об установлении границ муниципальных образований Большеберезниковского муниципального района, Большеберезниковского муниципального района и наделении их статусом сельского поселения и муниципального района».
Упразднено в 2020 году с включением населённых пунктов в Шугуровское сельское поселение.

## Население
| 2002 | 2010 | 2012 | 2013 | 2014 | 2015 | 2016 |
| ---- | ---- | ---- | ---- | ---- | ---- | ---- |
| 391  | ↘328 | ↘314 | ↘306 | ↘299 | ↘286 | ↘280 |
| 2017 | 2018 | 2019 | 2020 |      |      |      |
| ↘275 | ↘267 | ↘258 | ↘243 |      |      |      |

## Состав сельского поселения
| № | Населённый пункт | Тип населённого пункта | Население |
| - | ---------------- | ---------------------- | --------- |
| 1 | Сосновый Гарт    | село                   | ↘0        |
| 2 | Тазино           | село                   | ↘328      |